# Géo Beuf
Pour les articles homonymes, voir Beuf.
Georges Louis Paul Jules Beuf dit Géo Beuf est un acteur français né le 13 janvier 1920 à Toulon et mort le 3 février 2022 à Salernes, veuf de l'actrice Riri Berty (apparue dans Le Cas du docteur Laurent).

## Filmographie partielle

### Cinéma
- 1949 : L'École buissonnière de Jean-Paul Le Chanois : Honoré
- 1951 : Le Garçon sauvage de Jean Delannoy
- 1957 : Le Cas du docteur Laurent de Jean-Paul Le Chanois
- 1966 : Le Jardinier d'Argenteuil de Jean-Paul Le Chanois
- 1980 : Le Voyage en douce de Michel Deville

### Télévision
- 1965 : Belle et Sébastien  (série télévisée) : Moulin
- 1971 : Aux frontières du possible : épiside : Terreur au ralenti de Claude Boissol
- 1973 : Les Enquêtes du commissaire Maigret de François Villiers, épisode : Mon ami Maigret : le maire
- 1978 : Madame le juge, de Claude Barma (série TV), épisode : M. Bais : le plombier
- 2002 : Haute Pierre de Jean-Yves Pitoun (téléfilm)